# Notting Hill Gate (Metropolitano de Londres)
Notting Hill Gate é uma estação do Metropolitano de Londres perto de Notting Hill, Londres, localizada na rua chamada Notting Hill Gate. Na linha Central, fica entre Holland Park a oeste e Queensway a leste. Na linha District e na linha Circle, fica entre as estações High Street Kensington e Bayswater. Ela está no limite da Zona 1 e Zona 2 do Travelcard.

## História
As plataformas subterrâneas da linha Circle e District foram inauguradas em 1º de outubro de 1868 pela Metropolitan Railway (MR) como parte de sua extensão de Paddington a Gloucester Road. As plataformas da linha Central foram inauguradas em 30 de julho de 1900 pela Central London Railway (CLR). As entradas para os dois conjuntos de plataformas eram originalmente feitas por prédios de estações separados em lados opostos da estrada; o acesso às plataformas CLR era originalmente feito por meio de elevadores.
O nome da estação Notting Hill Gate tinha potencial para confusão com a estação MR ao norte em Ladbroke Grove, que era conhecida como "Notting Hill" quando inaugurada em 1864, e renomeada como "Notting Hill & Ladbroke Grove" em 1880. Esta última estação eventualmente, em 1919, abandonou sua referência a Notting Hill, tornando-se "Ladbroke Grove (North Kensington)" em 1919 e, simplesmente, "Ladbroke Grove" em 1938 (ver Estação Ladbroke Grove).
Nas linhas Circle e District, Notting Hill Gate é uma estação escavada no método cortar-e-cobrir ainda coberta com um telhado de vidro, apesar de muitas outras estações semelhantes terem perdido as suas.

### Redesenvolvimento
A estação foi reconstruída no final dos anos 1950 e reaberta em 1º de março de 1959, agora ligando as duas 'estações Notting Hill Gate' nas linhas Circle, District e Central, que antes eram acessadas em ambos os lados da rua, com um sub compartilhado - hall de passagem de superfície e escadas rolantes até a linha Central mais profunda, substituindo os elevadores antigos e agora fechados. As escadas rolantes foram as primeiras do metrô a ter painéis laterais de metal em vez de madeira. A nova entrada também funciona como um metrô de pedestres sob o Notting Hill Gate alargado. As colunas de mosaico na entrada sul foram criadas em 2006 pela organização de arte pública local Urban Eye.

#### Reforma
A estação foi reformada de 2010 a 2011, com novos revestimentos cerâmicos em todas as entradas do metrô, passagens de nível profundo e plataformas de metrô da linha Central, bem como uma disposição de bilheteria modificado.
Durante as obras de reforma, uma passagem de elevador abandonada da estação CLR original de 1900, fechada ao público depois que o Notting Hill Gate foi atualizado pela última vez em 1959, foi redescoberta e continha uma série de pôsteres originais datados do final dos anos 1950. As imagens foram postadas online.
Um esquema foi desenvolvido pelos arquitetos Weston Williamson para fornecer copas sobre as entradas da rua, mas isso não foi implementado.

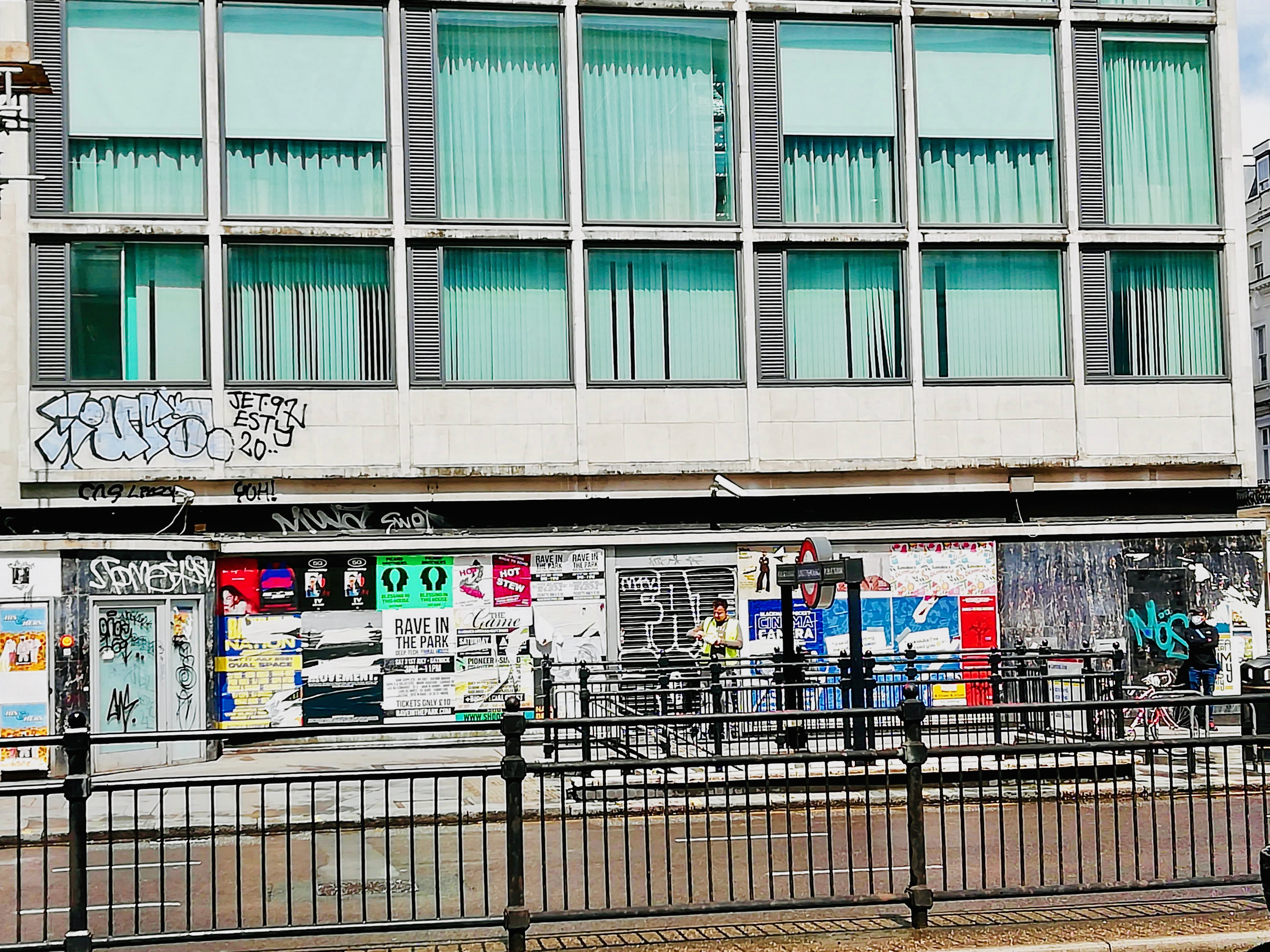
Notting Hill Gate, estação de metrô (lado norte), Oeste de Londres (2021)

## Locais próximos
- Portobello Road, famosa pelo Mercado de Portobello
- Jardins do Palácio de Kensington

## Aparições na mídia
No filme Otley de 1968, uma das plataformas da Central Line em Notting Hill Gate (ou uma estação que finge ser ela) é onde o assassino e cocheiro Johnston, interpretado por Leonard Rossiter, se explode abrindo uma mala armadilhada cheia de dinheiro.
A estação e sua equipe tiveram destaque no terceiro episódio da série de documentários da BBC Two, The Tube, que foi ao ar pela primeira vez em 5 de março de 2012.

## Disposição
A plataforma da linha Central no sentido oeste está localizada acima da plataforma no sentido leste porque quando o CLR foi construído não queria um túnel sob os prédios, e a rua acima não era larga o suficiente para que as duas plataformas ficassem lado a lado.

## Conexões
- As linhas de ônibus de Londres 27, 28, 31, 52, 70, 94, 148, 328 e 452 e as linhas noturnas N28, N31 e N207 servem a estação
- Ônibus interurbano Oxford Tube.

## Galeria

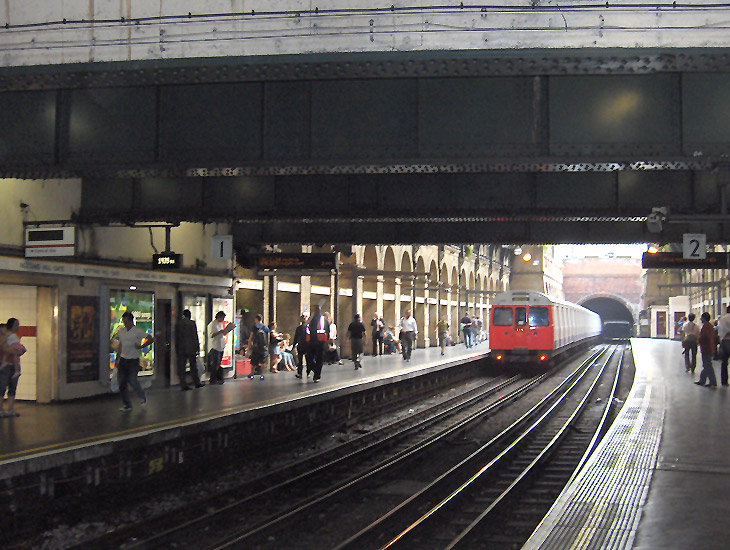
Plataformas da linha District & Circle (setembro de 2006)
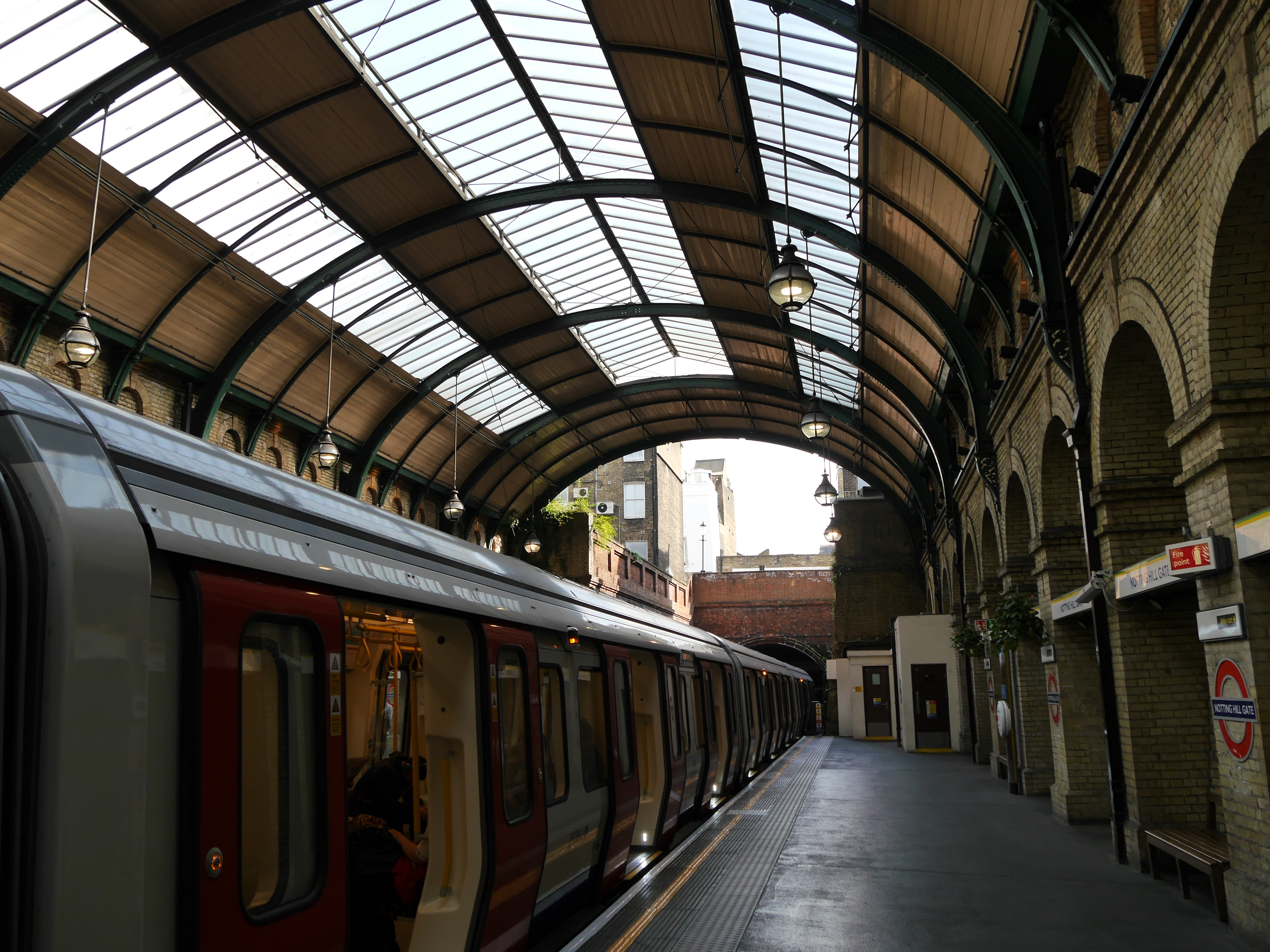
Telhado sobre as plataformas das linhas District e Circle
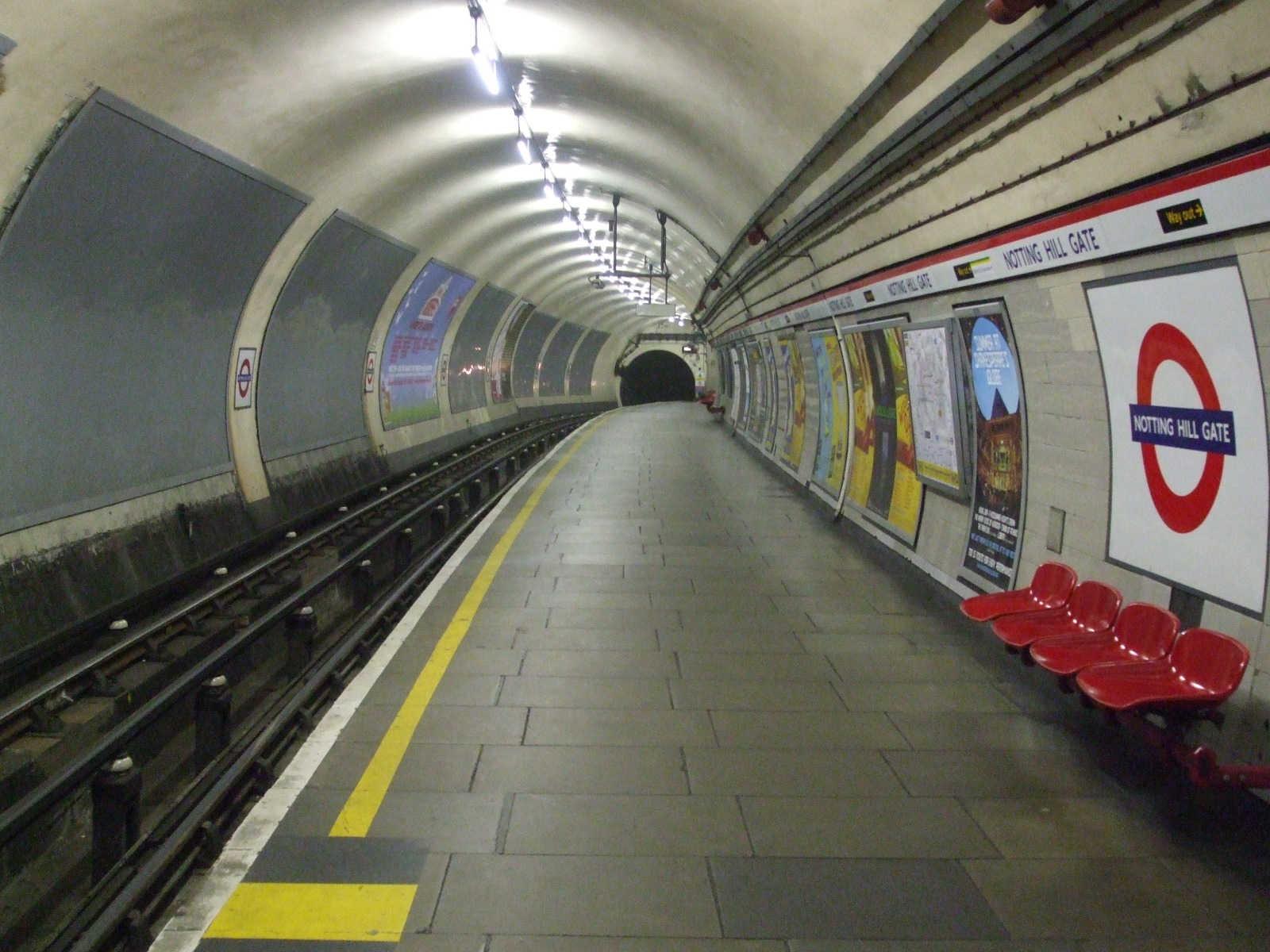
Plataforma da linha Central a leste voltada para o oeste antes da reforma
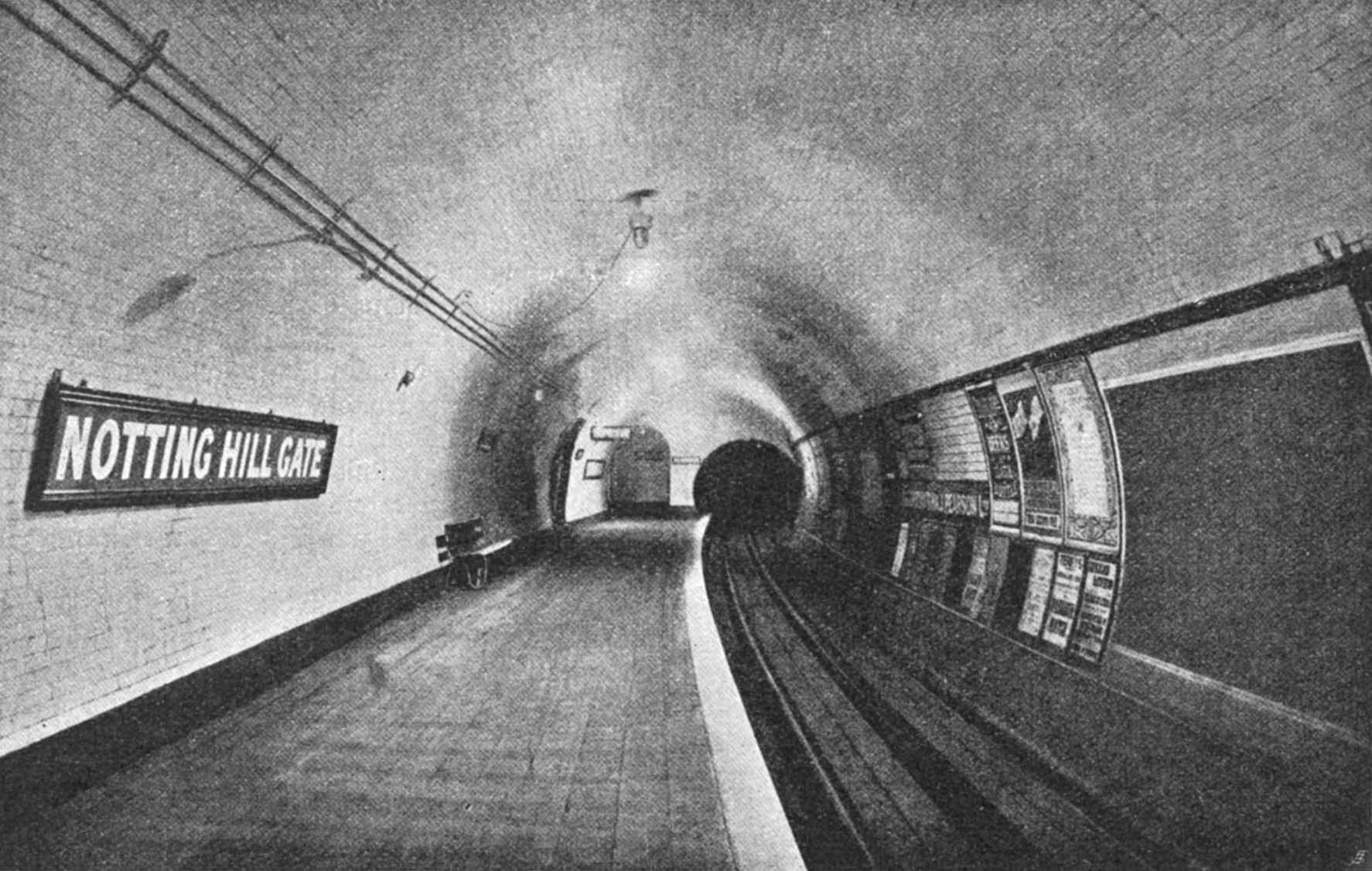
Imagem histórica da plataforma da linha Central (1902)